# Fjollträsk

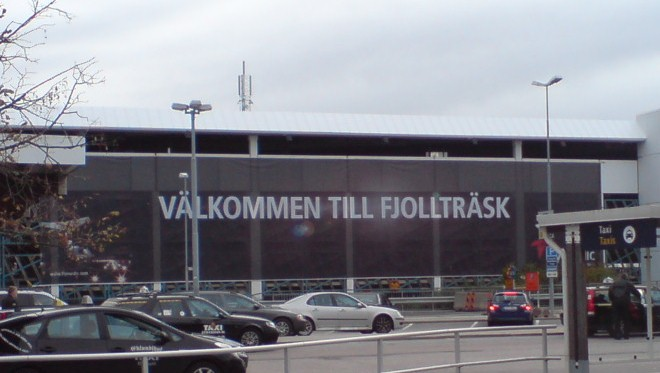
Arlandas terminal 4 2007

Fjollträsk (även Fjolleträsk), sammansatt av orden fjolla och ortnamnsefterledet träsk, är en nedsättande benämning på Stockholm med ursprung i Norrland. 
Ordet fick stor spridning tack vare filmen Sällskapsresan II – Snowroller år 1985, och senare genom filmen Jägarna 1996 samt TV-serien Pistvakt – En vintersaga 1998. Även i I manegen med Glenn Killing – Live från Berns år 1994 nämndes ordet av Robert Gustafsson när han gjorde sin rollfigur Apache, ”gaypolisen från Överkalix”.
Fly Nordics användande av uttrycket i en reklamkampanj ledde till en anmälan till Marknadsetiska rådet, vilket de senare friades för med motiveringen ”Det är så uppenbart att ’fjollträsk’ användes som en skämtsam beteckning att det är uteslutet att allmänheten uppfattade annonsen som stötande, nedvärderande eller diskriminerande”.